# Hans Siegert (Dichter)

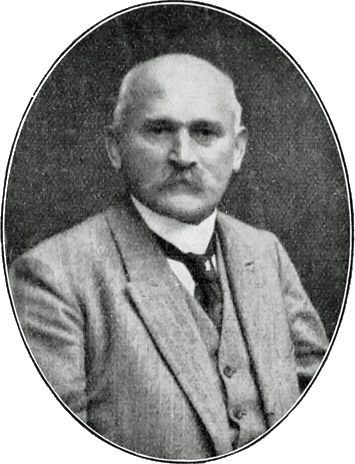
Hans Siegert (1927)

Hans Siegert (* 17. Januar 1868 in Hammerunterwiesenthal; † 6. Juni 1941 in Leipzig) war ein deutscher Pädagoge sowie erzgebirgischer Heimatdichter und Volkskundler.

## Leben
Siegert wurde 1868 im Schulhaus von Hammerunterwiesenthal im oberen Erzgebirge geboren. 1871 wurde sein Vater nach Niska versetzt, wo dieser ein Jahr später starb. Daher zog Hans Siegerts Mutter zu ihren Eltern, den Förstersleuten Teumer, in das Forsthaus des höchstgelegenen sächsischen Dorfs Tellerhäuser im Erzgebirge.
Von 1882 bis 1888 besuchte Siegert das Lehrerseminar in Annaberg und erhielt nach Beendigung seiner Ausbildung eine Anstellung als Hilfslehrer im benachbarten Buchholz. 1891 wurde er als Lehrer nach Leipzig berufen, wo er später auch als Schuldirektor wirkte. 1931 wurde er pensioniert.
Im Laufe seines Lebens verfasste Siegert zahlreichen Gedichte, Erzählungen, Sagen, Lieder, Theaterstücke und einen Roman. Bekannt wurde er insbesondere durch seine volkskundlichen Arbeiten zur Förderung der erzgebirgischen Mundart und durch seine Mitarbeit am Kalender für das Erzgebirge und das übrige Sachsen in den 1930er Jahren.
Von 1914 bis 1928 war Siegert Vorsitzender des Zweigvereins Leipzig des Erzgebirgsvereins. Ab 1918 gehörte er dem  Gesamtvorstand des Erzgebirgsvereins an, und ab 1925 war er Ehrenmitglied des Vereins.
Hans Siegert war verheiratet mit Margarete, geborene Krschenek.

## Werke

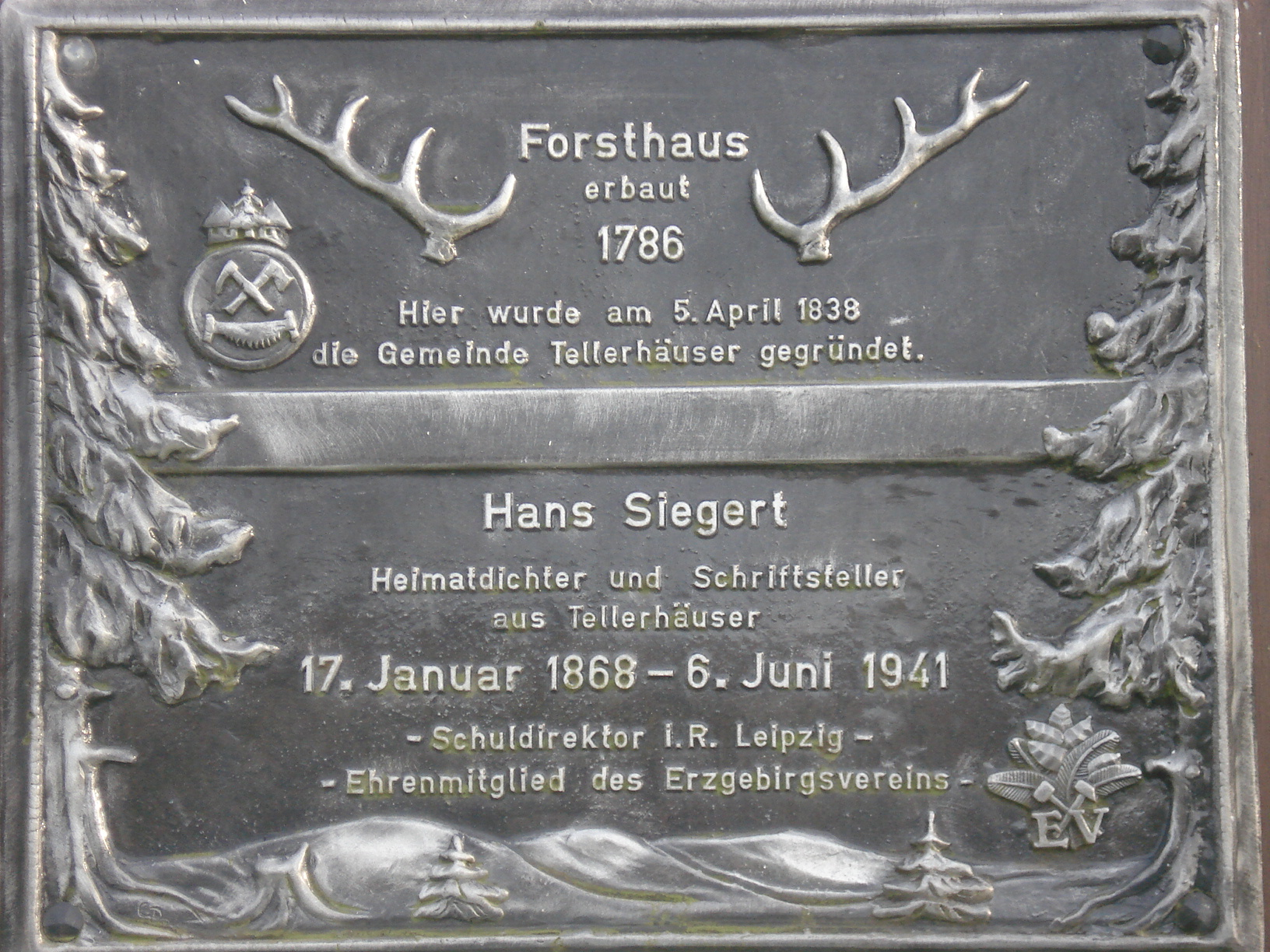
Gedenktafel für Hans Siegert am Forsthaus in Tellerhäuser

- De neie Stross – Schwank in einem Aufzug in erzgebirgischer Mundart, 1904
- Erzgebirgs- und Vogtlandssagen, 1912
- Lausitzer Sagen, 1912
- Staapilzle, 1912 (=  Gedichte und Geschichten in erzgebirgischer Mundart, 29. Heft)
- Sagen des Sachsenlandes, 1914
- Aus Heimat und Kindheit, 1914
- Preißelbeer`, 1914 (= Gedichte und Geschichten in erzgebirgischer Mundart, 31. Heft)
- A bieser Traam, 1916
- Waldluft, 1921
- Liederbuch des Erzgebirgsvereins, 1921
- Zwei Wege. Ein Roman aus dem Erzgebirge, Dresden-Wachwitz 1922
- Fichtenzweigle, 1922
- Staapilzle, 1922
- A Ugelückstog, 1923
- Johannisblume, 1924
- Ernstes und Heiteres aus dem Erzgebirge, Schwarzenberg 1928; 3. Aufl. 1940
- Fichtenzweigle, 1930
- Wieder derham!, 1931
- Erzgebirgs- und Vogtlandssagen, 2. Aufl., Annaberg 1931
- Geschichte der Tellerhäuser, 1933 (unveröffentlichtes Manuskript)
- Andreas-Obnd, 1936
- Rund üme Fichtelbarg, Dresden 1937

- Lieder
  - Mei Schatzel (auf Liedpostkarte im Kunstverlag Wilhelm Vogel)
  - Blümel un Bachel (auf Liedpostkarte)